# Helianthemum squamatum
Helianthemum squamatum Pers. és una estepa habitual de sòls guixencs i distribuïda per la Península Ibèrica i el Nord d'Àfrica. S'ha usat com a planta model en estudis científics sobre vegetació gipsícola a Espanya.
Camèfit amb fulles oblongues i cobertes d'esquàmules, flors amb pètals grocs, i els fruits són càpsules amb llavors marrones. És una espècie acumuladora de sofre en fulla i absorbeix aigua de cristal·lització del guix en èpoques seques.